# リンダ・チョン
リンダ・チョン(鍾 嘉欣、Linda Chung Ka Yan、1984年4月9日 -)は、香港の女優である。身長173cm、体重49kg、牡羊座。彼女はミス中国インターナショナル(國際華裔小姐競選)2004年の受賞者である。

## 出演作品

### テレビドラマ (TVB)
- 2004年：皆大歓喜II - 洪白嵐 (Michelle) 役
- 2004年：富豪海灣至尊家緣 - モデル 役
- 2005年：奇幻潮 - Cathy 役
- 2005年：隨時候命 - 施楚淇(Sandra)役
- 2006年：人生馬戲團 - 路丹(丹丹)役
- 2006年：法證先鋒 - 林汀汀(汀汀) 役
- 2007年：我外母唔係人 - 紫微(百花仙子)役
- 2007年：迎妻接福 - 杜麗瑩(Sheila)役
- 2007年：溏心風暴 - 常在心 役
- 2008年：金石良緣 - 施嘉嘉(嘉嘉) 役
- 2008年：法證先鋒II - 林汀汀(ゲスト) 役
- 2008年：溏心風暴之家好月圓 - 于素心(于素秋)役
- 2008年：搜神傳 - 薊彩芝(好彩妹)役
- 2008年：珠光寶氣 - 宋子凌(Elise)役
- 2009年：老友狗狗 - 黎羨如 役
- 2010年：蒲松齡 - 柳心如 役
- 2010年: 公主嫁到 - 吳四德 役
- 2010年：囧探查過界 - 鍾意得(得仔)役
- 2011年：點解阿Sir係阿Sir - 古嘉嵐(Miss Cool) 役
- 2011年：九江十二坊 - 宋子澄 役
- 2011年：荃加福祿壽探案 - 詩　影 役
- 2012年：抉宅男女 - 關嘉樂(Lauren) 役
- 2012年：當旺爸爸 - 高如珠(Madam Ko) 役
- 2012年：耀舞長安 - 卞玉嫣 役
- 2012年：護花危情 - 喬子琳 役
- 2012年：幸福摩天輪 - 康如楓 役
- 2013年：巨輪 - 卓靜（Rachel） 役
- 2014年：大藥坊 - 杜佳期 役
- 2014年：飛虎II - 鍾韋恩（Madam Chung） 役
- 2015年：華麗轉身 - 司徒迪迪（迪迪） 役
- 2016年：警犬巴打 - 馬志昊（Doctor Ma） 役
- 2016年：巨輪II - 卓靜（Rachel） 役
- 2018年：再創世紀 - 鄭思妤（Janice） 役

### 映画
- 2007年：『十分愛』 - 晴晴 役
- 2008年：『花花型警』 - Lisa 役
- 2008年：『我的最愛』 - 阿欣(ゲスト) 役
- 2010年：『72家租客』 - 功夫女郎 哈女 役

## 音楽作品

### アルバム
- 2008年：1人晚餐。2人世界
- 2009年：My Love Story
- 2011年：My Private Selection
- 2012年：Love Love Love
- 2016年：星空愛情

### その他の歌曲
- 2007年：動物橫町（アニマル横町広東語版主題歌，原曲「飛んでもNothing～どき☆どき アニマル横町のうたの巻～」）
- 2008年：彩雲國物語（彩雲国物語広東語版主題歌，原曲「はじまりの風」）

## 広告
- PureVision
- Cosmo Slim
- 新しい地球のウェディング (New Earth's Wedding) (ロンンと)
- Planters の歯磨
- 寄付血の広告
- Crystal Mall の広告
- Stayfree のナプキン
- Reductil
- Bio-essence
- バレンタインデー (ボスコ・ウォンと)